# Cristian Álvarez
Pour les articles homonymes, voir Álvarez.
Cristian Andrés Álvarez (né le 20 janvier 1980 à Curicó) est un footballeur chilien jouant au poste de défenseur pour le club de l'Universidad Católica.
Il joua dans l'équipe du Chili aux Jeux olympiques d'été de 2000 à Sydney avec laquelle il remporta la médaille de bronze en football.
Il est le fils de Luis Hernán Álvarez, et son frère, Iván Álvarez, est également footballeur.